# Compsobuthus tombouctou
Espèce
Compsobuthus tombouctou est une espèce de scorpions de la famille des Buthidae.

## Distribution
Cette espèce est endémique du Mali. Elle se rencontre vers Tombouctou.

## Description
La femelle holotype mesure 36,3 mm et le mâle paratype 30,3 mm.
Elle a longtemps été confondue avec Compsobuthus werneri.

## Étymologie
Son nom d'espèce lui a été donné en référence au lieu de sa découverte, Tombouctou.

## Publication originale
- Lourenço, 2009 : « A new species of Compsobuthus Vachon, 1949 from Mali (Scorpiones, Buthidae). » Acta Biologica Paranaense, vol. 38, no , p. 1-4 (texte intégral).